# Luiz Emygdio de Mello Filho
Luiz Emygdio de Mello Filho (Angra dos Reis, 31 de outubro de 1913 — 16 de junho de 2002) foi um médico e botânico brasileiro, professor catedrático e diretor do Museu Nacional.

## Biografia
Luiz Emygdio nasceu em 31 de outubro de 1913 no município de Angra dos Reis, Rio de Janeiro, e se formou em quatro cursos diferentes, em Medicina (1939), Bacharelado em História Natural (1940), Licenciatura em História Natural (1941) e Farmácia (1953).